# Statik Selektah
Statik Selektah, de son vrai nom Patrick Baril, né le 23 janvier 1982 à Lawrence, dans le Massachusetts, est un DJ et producteur américain.

## Biographie
Statik s'intéresse très jeune à la musique, utilisant l'enregistreur huit pistes, le magnétophone à cassettes et l'électrophone de ses parents. En 1993, il commence à enregistrer des mixtapes, tout en étudiant la musique de Gang Starr, Wu-Tang Clan, A Tribe Called Quest, Rakim, Nas, KRS-One, Pete Rock ou encore CL Smooth et exerce ses talents de DJ au collège.
En 1995, une visite dans le New Jersey, à l'occasion de Thanksgiving, lui fait découvrir Funkmaster Flex et DJ Premier sur les ondes de Hot 97. Il tombe immédiatement amoureux de l'art du turntablism et rentre chez lui bien décidé à s'y adonner. Il commence à acheter des vinyles et après s'être entraîné sur l'électrophone de son père, il s'offre une paire de platines et une table de mixage. En 1996, Statik commence à faire de la radio sur WPEA, une station éducative, faisant office de DJ lors de fêtes. Sa collection de vinyles continue d'augmenter, ses goûts musicaux incluant dorénavant le reggae et le RnB. En 1998, à l'âge de 16 ans, Statik mixe dans des clubs ou lors de fêtes privées dans toute la Nouvelle-Angleterre.
En 2000, alors qu'il mixe lors d'une fête dans le Bronx, Statik ajoute « Selektah » à son nom après qu'un artiste local de reggae l'a appelé de cette façon. À la même époque, il déménage à Boston et étudie au New England Institute of Arts, d'où il sortira deux ans plus tard avec un diplôme de production musicale. Il commence également à enregistrer sa série de mixtapes, Spell My Name Right. En 2003, il crée sa propre société de marketing, ShowOff Marketing, qui compte parmi ses clients Reebok, G-Unit Records, Virgin Records, Universal Records et bien d'autres, et en 2006, son propre label discographique, ShowOff Records. Ce label produit des albums de Termanology ainsi que des mixtapes de Nas, G-Unit ou encore AZ. En 2007, Statik Selektah publie son premier album studio, Spell My Name Right (The Album). Son deuxième opus, Stick 2 the Script, est publié l'année suivante.
En 2010, il fait un featuring sur The Beat 102.7, une des chaînes de radio de Grand Theft Auto IV, et publie un nouvel album, 100 Proof: The Hangover. L'album Population Control, publié en 2011, compte les featurings d'une quarantaine d'artistes, illustres pour certains (Talib Kweli, Styles P, Lil' Fame, DJ Premier...) ou inconnus comme Gameboi, un jeune rappeur âgé de 15 ans. L'album What Goes Around de 2014 est entièrement mixé avec des samples de jazz. À la fin de 2015, il annonce un nouvel album intitulé Veterans Day (avec Typ-iLL). En 2017, il signe un contrat de management avec la maison de disque Roc Nation du rappeur Jay-Z. En mai 2020, il sort un titre encore inédit de Notorious BIG, Bastard Child.

## Discographie

### Albums studio
- 2007 : Spell My Name Right (The Album)
- 2008 : Stick 2 the Script
- 2010 : 100 Proof: The Hangover
- 2011 : Population Control
- 2013 : Extended Play
- 2014 : What Goes Around
- 2015 : Lucky 7
- 2017 : 8
- 2020 : The Balancing Act

### EPs
- 2009 : The Pre-Game EP
- 2010 : The Left-Overs (of What's to Come…)
- 2011 : Statik Selektah's The Lost and Damned EP (Special Edition)

### Albums collaboratifs
- 2009 : All in a Day's Work (avec Saigon)
- 2010 : 1982 (avec Termanology, sous le nom 1982)
- 2010 : 1982: The EP (avec Termanology, sous le nom 1982)
- 2010 : The Evening News EP (avec Termanology, sous le nom 1982)
- 2011 : Statik-Free EP (avec Freeway)
- 2011 : Lyrical Workout (avec Bumpy Knuckles)
- 2011 : Lord Giveth, Lord Taketh Away (avec Freddie Gibbs)
- 2011 : State of Grace (avec Slaine)
- 2011 : Well-Done (avec Action Bronson)
- 2012 : Straight, No Chaser (avec Reks)
- 2012 : 2012 (avec Termanology, sous le nom 1982)
- 2012 : Stereo Type (avec Strong Arm Steady)
- 2012 : Ambition (avec Bumpy Knuckles)
- 2013 : The Proposal (avec Ransom)
- 2019 : TrillStatik (avec Bun B)

### Mixtapes
- 2000 : Something to Front On
- 2001 : Wakin' You Up
- 2001 : Spell My Name Right 1
- 2001 : Spell My Name Right 2
- 2001 : SMNR 3: UnderStand Yet
- 2002 : SMNR 4: The Streets
- 2002 : SMNR 5: The Allstar Jump Off
- 2002 : Digiwaxx Mixshow Power Summit Extravaganza
- 2002 : SMNR 6: Major Threat
- 2003 : SMNR 7: City on Smash)
- 2003 : Manhattan Clothing Mix Volumes 1 and 2
- 2003 : Digiwaxx Mixshow Power Summit Extravaganza 2
- 2003 : SMNR 8: Major Threat 2004
- 2004 : SMNR 9: Its a Problem
- 2004 : Reggae Smashment 2004 (publié au Japon uniquement)
- 2004 : The Get Lifted Soul Mixtape
- 2004 : The Prophecy (avec Nas)
- 2005 : The Champs Are Here Vol 2
- 2005 : Reggae Smashment: The Classics
- 2005 : The Empire Strikes Back (avec G-Unit Records)
- 2006 : The Sun Still Rises in the East (East Coast Slang Volume 1) (avec Big Mike)
- 2006 : The Prophecy 2: The Beginning of the N (avec Nas)
- 2006 : The Look of Love: Hip Hop Is Alive (avec Q-Tip)
- 2010 : MMX The Mixtape (avec Xzibit)